# Нову-Ориенти
Нову-Ориенти (порт. Novo Oriente)  —  муниципалитет в Бразилии, входит в штат Сеара. Составная часть мезорегиона Сертойнс-Сеаренсис. Входит в экономико-статистический  микрорегион Сертан-ди-Кратеус. Население составляет 25 505 человек на 2006 год. Занимает площадь 949,206 км². Плотность населения — 26,9 чел./км².

## Статистика
- Валовой внутренний продукт на 2003 составляет 50.138.833,00 реалов (данные: Бразильский институт географии и статистики).
- Валовой внутренний продукт на душу населения на 2003 составляет 1.944,42 реалов (данные: Бразильский институт географии и статистики).
- Индекс развития человеческого потенциала на 2000 составляет 0,602 (данные: Программа развития ООН).